# Casa al carrer dels Jueus, 10 (Valls)
La Casa al carrer dels Jueus, 10 és una obra de Valls (l'Alt Camp) protegida com a Bé Cultural d'Interès Local.

## Descripció
Casa molt estreta, entre mitgeres, i de quatre altures, planta baixa, entresòl i dos pisos. Les obertures de la planta baixa i entresòl ocupen pràcticament l'amplada de la façana. El primer pis presenta una finestra balconera amb una petita volada, i tota la façana es culminada per una balustrada. Les dimensions de la casa, estreta i molt vertical, són típiques dels edificis del nucli antic de Valls, concretament del call jueu.